# Arnór
Arnór  è un nome proprio di persona islandese maschile.

## Varianti
- Maschili: Arnþór[1]

### Varianti in altre lingue
- Norreno: Arnórr[1], Arnþórr[1]
- Norvegese: Andor[1]

## Origine e diffusione
Continua l'antico nome norreno Arnþórr o Arnórr; esso è composto dall'elemento arn ("aquila", presente anche nei nomi Arne, Arnfinn, Arvid e Arnbjørg) e dal nome Thor, in riferimento all'omonima divinità scandinava.
Va notato che la forma norvegese, Andor, coincide con una forma ungherese del nome Andrea.

## Onomastico
L'onomastico si festeggia il 1º novembre, festa di Ognissanti, poiché il nome è privo di santo patrono ed è quindi adespota.

## Persone
- Arnór Sveinn Aðalsteinsson, calciatore islandese
- Arnór Guðjohnsen, calciatore islandese
- Arnór Smárason, calciatore islandese
- Arnór Ingvi Traustason, calciatore islandese

### Variante Arnórr
- Arnórr Jarlaskáld, scaldo islandese